# 橋本乾三
橋本 乾三（はしもと けんぞう、1901年（明治34年）5月14日 - 1983年1月21日）は、日本の検事。東京市渋谷区出身。
大日本麦酒（現・サッポロビール）の常務を務めた橋本卯太郎の三男で、首相を務めた橋本龍太郎、高知県知事を務めた橋本大二郎兄弟の伯父にあたる。

## 経歴
1901年（明治34年）5月14日、日本麦酒社員・橋本卯太郎とマツの三男として生まれた。旧制第一高等学校を経て、1926年（大正15年）6月に東京帝国大学法学部を卒業。
1927年（昭和2年）3月司法官試補、東京地方裁判所詰。1928年（昭和3年）12月検事 東京地方裁判所予備検事。秋田地方裁判所予備検事。
1929年（昭和4年）12月秋田区裁判所検事。1932年（昭和7年）5月福島地方裁判所検事。1933年（昭和8年）3月横浜区裁判所検事。
1935年（昭和10年）7月東京区裁判所検事。1937年（昭和12年）2月千葉区裁判所検事。1938年（昭和13年）7月東京区裁判所検事。
1946年（昭和21年）12月大審院検事。1952年（昭和27年）福島地方検察庁検事正。1955年（昭和30年）最高検察庁検事。

## 人物像
趣味は写真、ダンス、ハイキング、水泳など。
戦後は神奈川県鎌倉市材木座に居住した。

## 家族・親族

### 橋本家

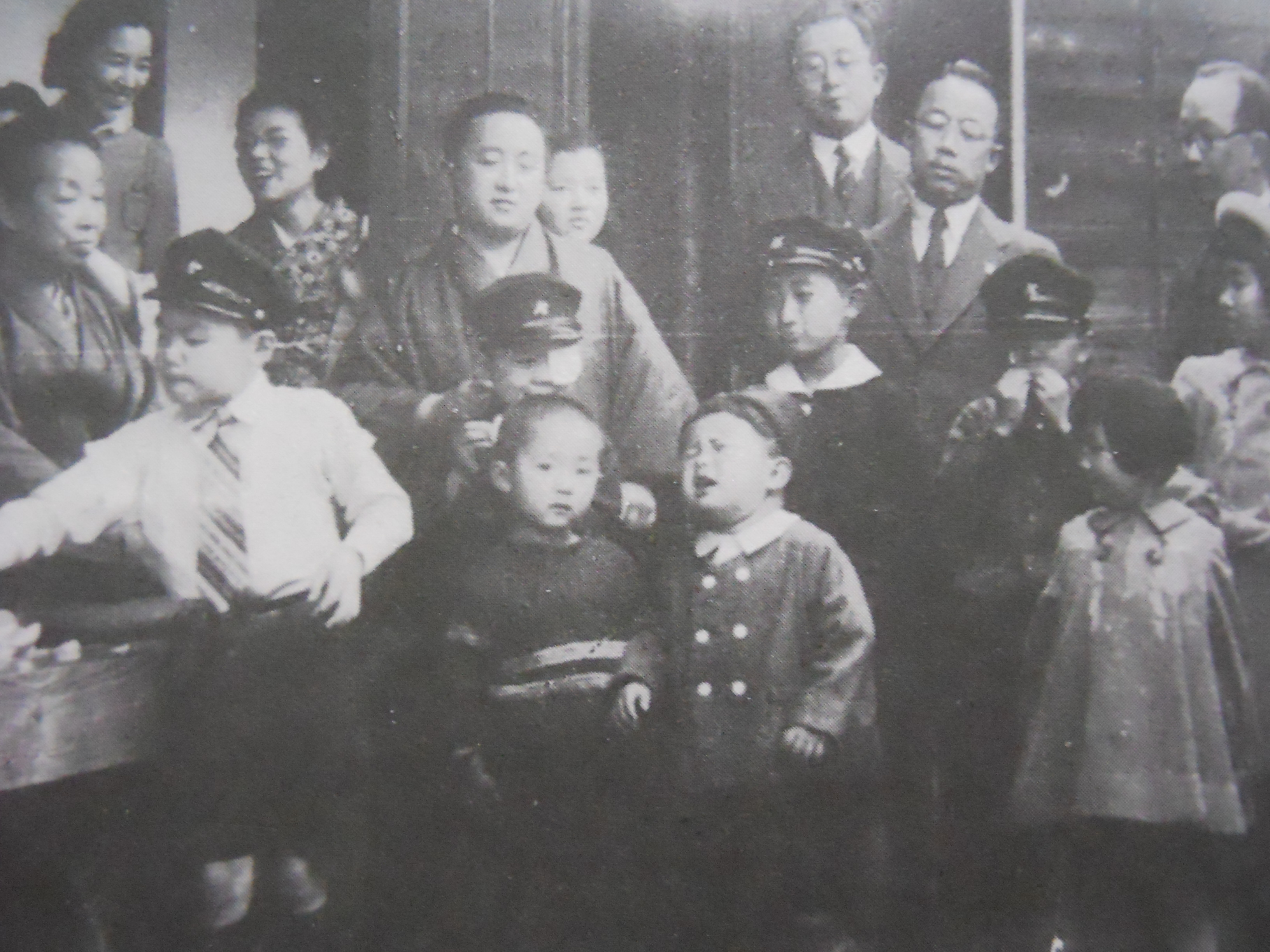
橋本家の人々、昭和16年（1941年）撮影

（岡山県総社市、東京都渋谷区、神奈川県鎌倉市）
- 父・卯太郎（実業家）
岡山県吉備郡秦村（現総社市）出身。橋本明によれば、「現橋本龍太郎首相の祖父卯太郎は農民だった。岡山県吉備郡秦村（現・総社市）が高梁川の氾濫で水没すると上京、新聞配達をしながら苦学して高等工業学校を卒業。馬越恭平日本ビール社長に見込まれ入社した。当時専務をしていた石光真澄が卯太郎の人柄を見抜いて「妹・真都を嫁に…」と望み、二人は馬越の媒酌で結婚する。酵母を扱う技師から常務に出世した卯太郎は8人の子宝に恵まれた。男6人には「宇宙乾坤龍虎」に数字をつけて命名した。」という[2]。
- 母・マツ（熊本県、軍人石光真清、陸軍中将石光真臣の妹、陸軍主計総監男爵野田豁通の姪）
石光家は旧藩時代、熊本藩主細川家に仕えた武家だった。石光家の身分は軽かったが、細川家が肥後入国の時からお供をした家柄であり、代々殿のお側に奉仕していたから特別の取り扱いを受けていた[3]
- 兄
  - 宇一（学者・元東京高等工業学校長、科学技術庁金属材料研究所初代所長）
  - 宙二（実業家、軍人・海軍大佐）
- 弟
  - 龍伍（官僚、政治家・元文部大臣、厚生大臣）
  - 虎六（学者・元東北大教授）

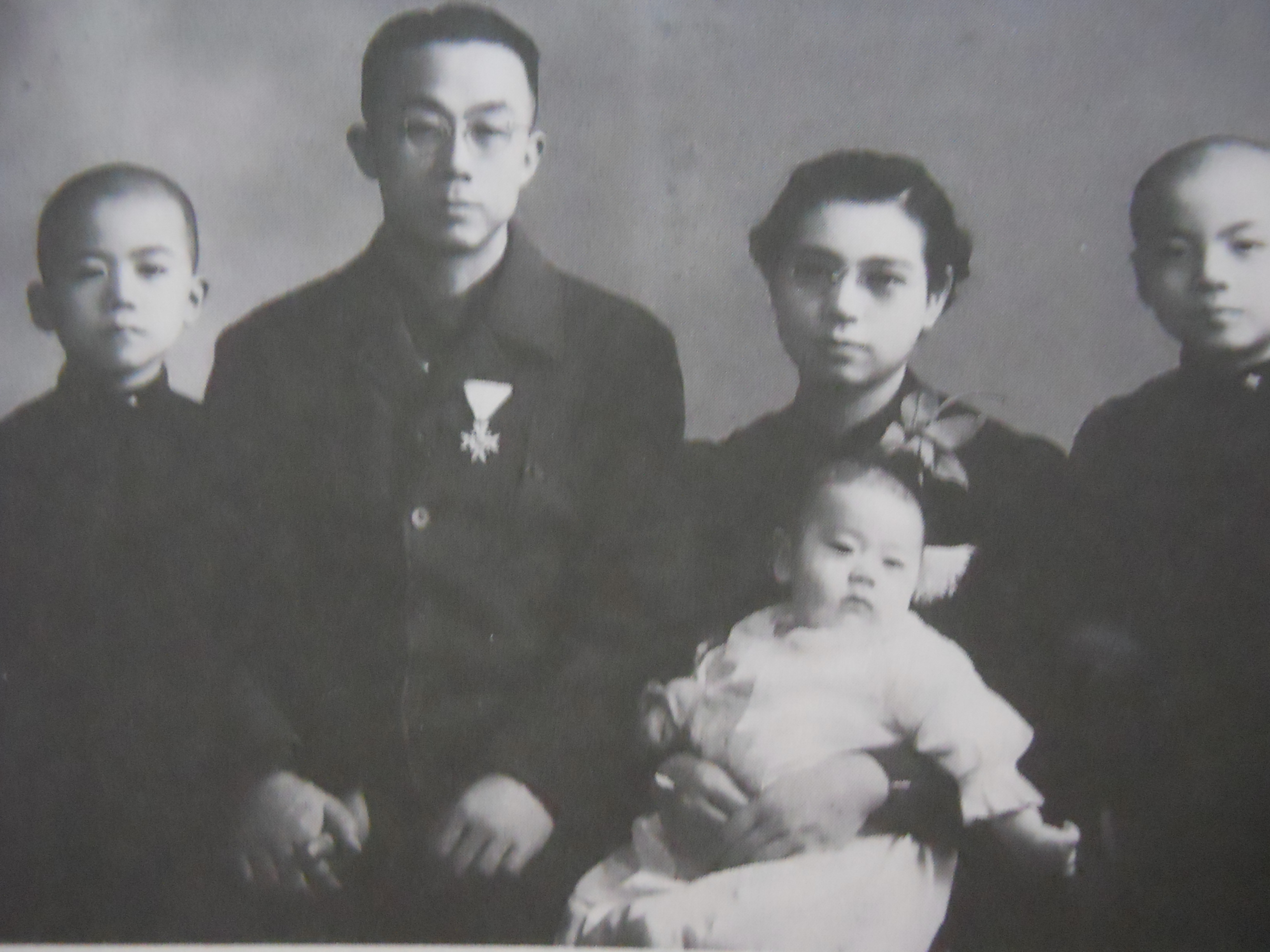
左から二男・明、乾三、妻・千代に抱かれる三男・宏、長男・實
（昭和16年（1941年）撮影）

- 妻・千代（大分県、軍人・陸軍中将三好一の長女）
- 長男・實（実業家・JFE物流特別顧問）
- 二男・明（ジャーナリスト）
- 三男・宏（外務報道官、オーストリア大使、シンガポール大使）